# Parchi nazionali della Corea del Sud
I parchi nazionali della Corea del Sud (국립공원?, 國立公園?, Gungnim gong-weonLR) sono appezzamenti protetti di terreno pubblico all'interno dei quali non è permessa la maggior parte delle forme di sviluppo. Essi coprono in totale il 6,6% della superficie del paese, e in genere si trovano in regioni montane o costiere. Il più grande parco nazionale montano del paese è il parco nazionale Jirisan a sud-ovest; questo è stato anche il primo parco nazionale ad essere designato nel 1967. Il più grande parco marino è invece quello di Dadohae Haesang, con una superficie di oltre 2.200 km², ma quasi tutto costituito da acqua. Il parco più piccolo è quello di Wolchulsan, con una superficie di soli 56,1 km².
Attualmente ci sono 21 parchi nazionali in Corea del Sud; i parchi, con l'eccezione del parco nazionale Hallasan, sono gestiti dalla Korea National Park Service, fondata nel 1987. L'Autorità gestisce una propria forza di polizia forestale, e dal 1998 è sotto la giurisdizione del Ministero dell'Ambiente. In precedenza era sotto la giurisdizione del Ministero delle Costruzioni.

## Lista dei parchi nazionali
Parchi nazionali montani (16)
     Parchi nazionali marittimi e costieri (4)
     Parchi nazionali storici (1)
| Nome (Alfabeto, hangŭl, hanja)                        | Foto | Luogo                                        | Designazione | Superficie | Tipo              |
| ----------------------------------------------------- | ---- | -------------------------------------------- | ------------ | ---------- | ----------------- |
| Bukhansan 북한산국립공원 北漢山國立公園               |      | Seul, Gyeonggi                               | 1983         | 80 km²     | Montano           |
| Byeonsan-bando 변산반도국립공원 邊山半島國立公園      |      | Jeollabuk-do                                 | 1988         | 155 km²    | Marino e costiero |
| Chiaksan 치악산국립공원 雉岳山國立公園                |      | Gangwon-do                                   | 1984         | 182 km²    | Montano           |
| Dadohae-Haesang 다도해해상국립공원 多島海海上國立公園 |      | Jeollanam-do                                 | 1981         | 2325 km²   | Marino e costiero |
| Deogyusan 덕유산국립공원 德裕山國立公園               |      | Jeollabuk-do, Gyeongsangnam-do               | 1975         | 232 km²    | Montano           |
| Gayasan 가야산국립공원 伽倻山國立公園                 |      | Gyeongsangnam-do, Gyeongsangbuk-do           | 1972         | 77 km²     | Montano           |
| Gyeongju 경주국립공원 慶州國立公園                    |      | Gyeongsangbuk-do                             | 1968         | 137 km²    | Storico           |
| Gyeryongsan 계룡산국립공원 鷄龍山國立公園             |      | Chungcheongnam-do, Daejeon                   | 1968         | 65 km²     | Montano           |
| Hallasan 한라산국립공원 漢拏山國立公園                |      | Jeju-do                                      | 1970         | 153 km²    | Montano           |
| Hallyeohaesang 한려해상국립공원 閑麗海上國立公園      |      | Jeollanam-do, Gyeongsangnam-do               | 1968         | 545 km²    | Marino e costiero |
| Jirisan 지리산국립공원 智異山國立公園                 |      | Jeollanam-do, Jeollabuk-do, Gyeongsangnam-do | 1967         | 472 km²    | Montano           |
| Juwangsan 주왕산국립공원 周王山國立公園               |      | Gyeongsangbuk-do                             | 1976         | 107 km²    | Montano           |
| Naejangsan 내장산국립공원 內藏山國立公園              |      | Jeollanam-do, Jeollabuk-do                   | 1971         | 81 km²     | Montano           |
| Odaesan 오대산국립공원 五臺山國立公園                 |      | Gangwon-do                                   | 1975         | 304 km²    | Montano           |
| Seoraksan 설악산국립공원 雪嶽山國立公園               |      | Gangwon-do                                   | 1970         | 398 km²    | Montano           |
| Sobaeksan 소백산국립공원 小白山國立公園               |      | Chungcheongbuk-do, Gyeongsangbuk-do          | 1987         | 322 km²    | Montano           |
| Songnisan 속리산국립공원 俗離山國立公園               |      | Chungcheongbuk-do, Gyeongsangbuk-do          | 1970         | 274 km²    | Montano           |
| Taeanhaean 태안해안국립공원 泰安海岸國立公園          |      | Chungcheongnam-do                            | 1978         | 326 km²    | Marino e costiero |
| Wolchulsan 월출산국립공원 月出山國立公園              |      | Jeollanam-do                                 | 1988         | 56 km²     | Montano           |
| Woraksan 월악산국립공원 月岳山國立公園                |      | Chungcheongbuk-do, Gyeongsangbuk-do          | 1984         | 288 km²    | Montano           |
| Mudeungsan 무등산국립공원 無等山國立公園              |      | Gwangju, Jeollanam-do                        | 2012         | 75 km²     | Montano           |

## Bukhansan 북한산국립공원
Il Parco Nazionale Bukhansan (Hangeul: 북한산국립공원, Hanja: 北漢山國立公園) a Seoul, nel Gyeonggi-dp, copre un’area di 79.92 km2 e fu fondato il 2 aprile 1893. Il nome Bukhansan significa “montagne a nord del fiume Han”.
Il parco include aree forestali, templi e cime granitiche. Le tre cime principali sono Baegundae (백운대), alta 836.5 m, Insubong (인수봉), alta 810.5 m, e Mangnyeongdae (망녕대), alta 799,5 m. A causa della grande popolarità del parco tra gli alpinisti e i residenti di Seoul, alcuni percorsi vengono chiusi su base rotazionale per preservare l’ambiente.
La Fortezza Bukhansanseong si trova nel parco, insieme alle sue mura difensive, lunghe 9,5 km. Una fortezza era stata costruita già nel 135 d.C. per proteggere Seoul da invasioni straniere, ed è stata espansa fino alle dimensioni attuali nel 1711. Fu danneggiata durante gli anni della Guerra di Corea, e ricostruita in seguito.

### Il Nome
È attualmente in corso un movimento per cambiare il nome del Parco e del complesso montuoso. Per molti anni ci si è riferiti alle tre vette principali del parco come “Bukhansan”, ma in origine il loro nome era “Samgaksan” (Hangeul: 삼각산), “i tre monti a corno”. L’Ufficio Distrettuale Gangbuk-gu di Seoul sta portando avanti una petizione per ritornare ad utilizzare il nome originale, con l’assenso di molti cittadini, leader religiosi, gruppi e uffici distrettuali.

### Percorsi
Ci sono molti percorsi, i più conosciuti includono i sentieri che conducono alle cime Baegundae (Hangeul: 백은대) e Insubong (Hangeul: 인수봉). Il sentiero Dullegil (Hangeul: 둘레길), lungo 70 km, connette sentieri che attraversano foreste, pedemontani e villaggi, 21 sezioni in tutto. L’entrata Dobongsan (Hangeul: 도봉산) è molto popolare, e il percorso che parte da Dobongsan, una popolare area di arrampicata su roccia, presenta salite ripide con corrimano.

### Flora e Fauna
Flora e fauna sono molto variegati. L’animale rappresentativo è il Picchio rosso maggiore (오색딱따구리); il fiore rappresentativo è la Forsythia coreana (산개나리).

## Byeonsan-bando 변산반도국립공원
Il Parco Nazionale Byeonsan-bando (Hangeul: 변산반도국립공원, Hanja: 邊山半島國立公園), nel Gangwon-do, è stato designato nel 1988 l’unico parco peninsulare della nazione contenente mare e montagna.
L’area totale del parco è di 154,71 km2, con 9,27 km2 di mare. Il Parco Byeonsan-bando si divide in due aree: Naebyeonsan (Hangeul: 내변산), l’area montuosa, e Oebyeonsan (Hangeul: 외변산), l’area costiera.
Il parco ospita 996 specie animali e 877 diverse specie vegetali.
La vetta più alta è Uisangbong (Hangeul: 의상봉), alta 510 m, e sebbene non sia molto alta, ci sono diverse cime, scogliere rocciose, cascate e valli fatte di strane rocce. Le cime includono Uisangbong, Ssangseonbong, Oknyeobong e Gwaneumbong, le scogliere rocciose includono Ulgeumbawi. Le cascate più famose sono le cascate di Jigso, dove l'acqua scorre da un'altezza di circa 20 m.

### Il Tempio di Naesosa
A Byeonsanbando si trova il Tempio di Naesosa, più famoso della montagna stessa. Si dice che il tempio di Naesosa sia stato costruito nel 34º anno (633) del regno di re Mu di Paekje, Fu bruciato alla fine della guerra di Corea, ma ricostruito in seguito. Il Tempio custodisce il tesoro nazionale n. 291, il “ Tempio Buan Naesosa”
"부안 내소사 대웅보전" insieme ad antichi alberi di zelkova e bodhi.
La strada che porta dalla Porta di Iljumun all’ingresso del Tempio è fiancheggiata da abeti alti 30 m su entrambi i lati, ed è stata designata una delle 100 strade più belle della Corea dal Ministero delle Costruzioni e dei Trasporti.
Il sito sacro di Byeonsan è uno dei cinque siti sacri del buddismo. È Visitato in estate per le zone costiere, e in autunno per il cambiamento del colore delle foglie. L’area è stata nominata Parco Nazionale nel 1988.

### Flora e Fauna
Flora e fauna sono variegati; l’animale rappresentativo è il “Buan jonggae” (부안종개), l’Iksookimia koreensis, della famiglia delle cobitidae, mentre il fiore rappresentativo è l’anemone bianca (변산바람꽃).

## Chiaksan 치악산국립공원
Il Parco Nazionale Chiaksan (Hangeul: 치악산국립공원, Hanja: 雉岳山國立公園) si trova nella provincia del Gangwon-do, in Corea del Sud. È stato designato 16º parco nazionale nel 1984.
Il parco prende il nome dal Monte Chiaksan, alto 1,288 m. Il nome originale era Jeokakasan, ma è stato modificato in Chiaksan, ossia “Picco del Fagiano”, sulla leggenda di un uomo che salvò un fagiano dall’essere mangiato da un serpente.
Il lato ovest della montagna è il bacino del fiume Seomgang tra gli affluenti del fiume Namhan, mentre il lato est della montagna è il bacino del fiume Jucheon.
Vicino al villaggio di Hwangdun a Sillimmyeon si trova una foresta naturale. Ci sono templi come il tempio di Guryongsa e il tempio di Sangwonsa, oltre a siti storici come la fortezza di Yeongwonsanseong e la fortezza di Haemisanseong. Tra questi si trova una scogliera chiamata Taejongdae, nome derivante da Re Taejong che in quel punto aspettò di incontrare Won Wonseok, che non arrivò mai poiché espresse la sua lealtà al regno di Goryeo.

### Il nome e la leggenda
In origine il nome del monte era Jeokaksan (赤岳山, perché l'intera montagna in autunno, grazie al cambiamento del colore delle foglie, si dipinge di rosso. Il nome del monte fu cambiato in Chiaksan grazie ad una leggenda. Secondo la leggenda, un giovane si stava recando a dare l’esame imperiale, passando per il monte Jeokak. Il giovane incontra un fagiano in pericolo, e con un colpo di freccia uccise il serpente che stava per mangiare il fagiano. Con il calare della notte, il giovane non aveva ancora trovato riparo, e fu aggredito da un serpente, che cercava di vendicare il compagno ucciso dal giovane. Tuttavia, se all’alba la campana avesse suonato tre volte, il serpente avrebbe risparmiato la vita al giovane. Il giovane, non potendo suonare la campana, si arrese, ma al mattino la campana suonò. Al mattino il giovane si recò al Jonggak, dove trovò tre fagiani morti con la testa rotta sotto la campana. Commosso dal sacrificio dei fagiani, il giovane li seppellì, costruì un tempio e vi abitò. Quel tempio è il Tempio Sangwonsa sul monte Jeokaksan.

### Flora e Fauna
Il parco ospita 2364 specie animali e 821 specie vegetali. 34 delle specie animali sono specie minacciate, inclusi lo scoiattolo volante e il pipistrello di Hodgson. Animale rappresentativo del parco è il rospo d’acqua (Hangeul: 물두꺼비), mentre il fiore rappresentativo è la Lanterna “Geumgang” (금강초롱꽃).

## Dadohaehaesang 다도해해상국립공원
Il Parco Nazionale Dadohaehaesang (Hangeul: 다도해해상국립공원, Hanja: 多島海海上國立公園), nel Jeolla meridionale, è stato designato nel 1981 il più grande parco nazionale in Corea del Sud. Si estende per un’area di 2321,5 km2, con 1986,6 km2 di area marittima e 334,8 km2 di area terriera. Le principali attrazioni del parco sono Hongdo, Heuksando e Baekdo
Il Parco Nazionale di Dadohaehaesang è uno dei parchi nazionali discontinui insieme al Parco Nazionale di Hallyeohaesang e al Parco Nazionale di Gyeongju, ed è composto da un totale di 8 distretti:
- Distretto di Heuksan / Hongdo, designato Monumento Naturale n.170. Questo distretto è famoso per i suoi splendidi paesaggi;

- Distretto di Jodo, il cui nome deriva dal gruppo di isole, che, tutte insieme, somiglia a uno stormo di uccelli. È un’importante attrazione turistica, che comprende una spiaggia e una pineta di 300 anni;

- Distretto di Bigeum / Docho, che ospita una salina;

- Distretto di Soan / Cheongsan, che comprende l’isola di Bogildo, dove si trova il sito storico di Yunseoongo, sito storico n. 368, e luogo delle riprese del film Seopyeonje;

- Distretto di Geumodo, si sovrappone al Parco Nazionale Hallyeohaesa;

- Distretto di Narodo, ospita il Cosmodromo di Naro, il primo spazioporto della Corea del Sud, da qui, nel 2013, è avvenuto il primo lancio di un satellite dalla Corea del Sud, per cui è stato realizzato il lanciatore Naro-1, sviluppato in collaborazione con la Russia.

- Distretto di Geomun / Paekdo, noto per l’incidente di Geomundo, l’occupazione del Geomundo da parte della Marina Inglese tra il 1885 e il 1887.

- Distretto di P’alyeongsan, l’unico distretto che non include un’area costiera. Inizialmente era catalogato come Parco Provinciale, ma è stato incluso nel Parco Nazionale Dadohaehaesang nel 2011.

### Flora e Fauna
Il parco ospita 1541 specie vegetali, più di 11 mammiferi, tra cui l’orca e la balena killer, 147 specie di volatili, 885 specie di insetti, 13 specie di rettili, 154 specie di pesci d'acqua oceanica e 11 specie di pesci d'acqua dolce. Animale rappresentativo è la neofocena dell’Indo-Pacifico (상괭이), fiore rappresentativo la neofinetia (풍란).

## Deogyusan 덕유산국립공원
Il Parco Nazionale Deogyusan (in coreano 덕유산국립공원) è situato tra le province di Jeolla Settentrionale e Gyeongsang Meridionale, nella parte meridionale della Corea. Venne istituito nel 1975 quale decimo Parco Nazionale sudcoreano.
Il Parco si estende su una superficie di circa 229 chilometri quadrati. Al suo interno si trova la quarta vetta più alta della Corea del Sud, Hyangjeokbong, che raggiunge i 1614 metri di altitudine. Oltre a vantare una fauna e una biodiversità ricche e importanti, Deogyusan viene chiamato il “paradiso dei fiori selvatici”, ospitando oltre un migliaio di specie differenti.
Al suo interno, oltre a numerosi resort popolari duranti la stagione sciistica, si trova inoltre il tempio buddhista Baengnyeonsa, risalente all’epoca Joseon.

## Gayasan 가야산국립공원
Il Parco Nazionale Gayasan (in coreano 가야산국립공원) è situato nella Corea sudorientale, tra le province di Gyeongsangnam e Gyeongsangbuk. Il nome è dato dalla montagna Gaya, conosciuta da secoli come uno dei luoghi più belli della regione e considerata una delle otto meraviglie dell’epoca Joseon.
È cronologicamente il nono parco sudcoreano ad essere stato istituito, nel 1972. Si estende su un’area di circa 76 chilometri quadrati e la vetta più alta, Sangwangbong, raggiunge i 1430 metri di altitudine.
Le principali attrazioni turistiche sono la valle Hongryudonggyegok, una vallata di 4 chilometri che si estenda tra l’ingresso del Parco e il tempio di Haeinsa, famosa per gli scenari mozzafiato; il Gayasan Wildflower Botanical Garden, il primo giardino botanico sudcoreano dedicato ai fiori selvatici, aperto nel giugno 2006. Al suo interno si trovano oltre 400 varietà di piante e vi si svolgono eventi culturali.
All’interno del parco è situato il tempio buddhista di Haeinsa, uno dei tre templi più grandi e importanti della Corea del Sud, fondato nell’802. Il tempio ospita i Tripitaka Koreana, una collezione di scritture buddhiste composta da 81.258 tavolette in legno risalenti al XIII secolo. Si tratta del più antico e completo canone buddhista del mondo.

## Gyeongju 경주국립공원
Situato nella provincia di Gyeongsangbuk, differisce dagli altri Parchi naturali in quanto è l’unico Parco Nazionale storico della Corea del Sud. Designato parco nazionale nel 1968, ospita molti dei principali siti storici risalenti all’epoca della dinastia Silla. Nel 2000 è stato inserito nella lista dei Patrimoni dell’Umanità dell’UNESCO.
L’area ospita un gran numero di artefatti, sculture, pagode, resti di templi e palazzi risalenti in particolare ai secoli compresi tra il VII e il X.

## Gyeryongsan 계룡산국립공원
Il Parco Nazionale Gyeryongsam (in coreano 계룡산국립공원), designato nel 1968, è stato il secondo parco ad essere istituito in Corea del Sud. È situato tra le città di Daejeon, Gongju e Nonsan e copre una superficie totale di 64.7 chilometri quadrati.
I paesaggi mozzafiato ne fanno un’importante attrazione turistica in ogni stagione dell’anno, grazie anche alla presenza di diversi siti storici e culturali. Tra questi, il tempio Donghaksa, il primo e più antico istituto per monache buddhiste ancora esistente, che oggi ospita 150 monache; e il tempio Gapsa, istituito nel 420 durante il periodo Baekje e la cui attuale struttura risale al 1604.

## Hallasan 한라산국립공원
Il parco nazionale Hallasan (in coreano: 한라산국립공원, 漢拏山國立公園) è locato nell’isola e provincia sud coreana di Jeju-do. Si entende nella zona centrale dell’isola arrivando a comprendere parti delle città di Jeju e Seogwipo ed estendendosi per un’area totale di 153.112 km2 concentrata nell’area centrale del monte Halla, la più alta della Corea del Sud. Il parco è montano ed è l’unico dei 22 parchi nazionali della Repubblica Coreana ad essere gestito direttamente dalla provincia a statuto speciale auto-governante di Jeju.

### Geoformazione e attività vulcanica
La montagna di Hallasan si è formata attraverso la stratificazione di strati di basalto eruttato da un singolo cratere quando l’attività vulcanica era ancora presente. Il monte è paragonato a un vulcano a scudo per via del dolce pendio delle sue pareti, tuttavia in cima alla montagna, superando i 1.750 metri sopra il livello del mare, si può osservare la forma di un ripido vulcano verticale formatosi verso il completamento del corpo vulcanico, causato dall'eruzione di roccia grezza e arenaria. Il lago craterico è chiamato Baekrokdam.
La parte occidentale di Baekrokdam era una ripida cupola di lava formata da un'eruzione di lava relativamente grande 37.000 anni fa. La parte orientale si formò successivamente quando il magma basaltico eruttò circa 20.000 anni fa creando il cratere odierno. Inoltre, si stima che le rocce nello strato del soprassuolo provenissero da un'eruzione di circa 37.000 anni fa. Questo studio ha rivelato la relazione tra Baekroldam e l'Oreum (piccoli vulcani in defunti durante la crescita) circostante.

### Flora
Le piante subtropiche si sviluppano lungo la costa e verso le basse altitudini della zona montana mentre con l’aumentare dell’altitudine il clima passa da temperato a polare e allo stesso modo la vegetazione subisce variazioni. Si arriva alla tipologia alpina in altitudini maggiori.
Il 10% delle 4.000 specie presenti nel parco sono considerate in pericolo di estinzione; 1.800 di queste specie vegetali vivono nella montagna di Hallasan. La maggior parte delle 50 specie endemiche vegetali che si trovano nell'isola di Jeju sono concentrate negli altopiani del monte.
Tra le piante rare presenti troviamo la Diapensia lapponica (돌매화나무), Selliguea hastata (고란초), Cyrtosia septentrionalis (으름난초) e Gastrodia elata (천마) mentre tra le piante endemiche dell’isola abbiamo il Lycopodium intergrifolium Matsuda & Nakai (Huperzia jejuensis, 긴다람쥐꼬리), Calanthe coreana Nakai (섬새우난초), Oreorchis coreana Finet (두잎감자난초) e Silene fasciculata Nakai (한라장구채).
Ci sono inoltre altre 14 specie endemiche della Corea ad Hallasan quali l’abete coreano (구상나무), Salix blinii H. Lév (제주산버들), Salix hallaisanensis var. longifolia Nakai (떡버들) e Betula ermanii Cham. var. subcordata Regel Koidz (좀고채목).

### Fauna
I visitatori possono avere l’occasione di individuare vari animali quali tassi, cinghiali, cervi di Formosa, gazzelle, caprioli e donnole. Gli appassionati di birdwatching potranno scoprire invece gli uccelli (364 specie alcuni dei quali nidificano nel parco oppure sono di semplice passaggio). La maggior parte delle specie in pericolo di estinzione tra essi sono rapaci e predatori, falchi e aquile. Nel parco sono comuni le famiglie di gufi di cui ce ne sono molteplici specie. In generale, 19 specie di volatili sono diventati monumenti naturali del paese.
È noto che ci siano un totale di 4.000 specie animali nel monte Halla, non escludendo 3.300 specie di insetti. Non mancano anfibi e rettili locali, distinti per zona in base all’altitudine in cui vivono: abbiamo fino a 500 metri si incontrano anfibi come il Pelophylax nigromaculatus (참개구리), Glandirana rugosa (옴개구리), Pelophylax chosenicus (금개구리), Kaloula borealis (맹꽁이), Bufo gargarizans (두꺼비) e la raganella giapponese delle foglie (청개구리). In zone più elevate troviamo anche varie specie di serpenti, lucertole e salamadre.

### Protezione
Dal 2016 i cibi contenuti in materiali usa e getta (lattine, pranzi preconfezionati in contenitori di plastica etc.) sono ufficialmente proibiti all’interno del parco col fine di preservare l’ambiente.
Il parco è nato con lo scopo di proteggere e salvare le specie in pericolo di estinzione. Alcuni hanno suggerito che l'area designata del parco dovrebbe essere ampliata al fine di preservare la propria natura. È aperto un dibattito sulla violazione dei diritti di proprietà personale, ma si ritiene anche che sia inevitabile aumentare il valore dell'isola di Jeju.
Il 15 gennaio 2001 è stato aperto l'Istituto di Ricerca Hallasan, affiliato all'Ufficio di gestione del parco nazionale di Hallasan.
Il 26 dicembre 2002 l'UNESCO l'ha designato Riserva della Biosfera nell'isola di Jeju.
Il 27 giugno 2007 il parco è stato registrato come patrimonio naturale mondiale dall’UNESCO (in particolare identificando l’isola vulcanica di Jeju e le sue grotta di lava).
Nel 2008 la zona umida di Mulchatoreum (물찻오름) e Sanjeonghwaguho oreum (산정화구호 오름) è stata registrata come zona paludosa Ramsar e da tale è protetta e gestita.
Il 4 ottobre 2010 l'isola di Jeju è stata certificata come Geoparco Mondiale.

### Percorsi e turismo
La montagna presenta sette diversi sentieri percorribili che consentono ai visitatori di esplorare le diverse sfaccettature di Hallasan e dell'area circostante intorno alla montagna. Alcuni dei sentieri sono dotati di passerelle e scale che facilitano la salita proteggendo allo stesso tempo l’ambiente. Solo cinque di essi conducono verso la montagna mentre Seokguram ed Eoseungsaengak sono tratti relativamente brevi rispetto agli altri che si trovano nella zona più esterna a Nord del parco, nelle vicinanze della città di Jeju.
Tra i percorsi il più lungo è Seongpanak (9,6 km) con durata di percorrenza di circa 4,5 ore. Solo due percorsi portano al lago Baekrokdam: Seongpanak e Gwaneumsa.
- Seongpanak (성판악 탐방로) (9,6 km percorribili in 4,5 ore)
- Eorimok (어리목 탐방로) (6.8 km percorribili in 3 ore)
- Yeongsil (영실 탐방로) (5.8 km percorribili in 3 ore e 15 minuti)
- Seokguram (석굴암 탐방로) (1.5 km percorribili in 40 minuti)
- Gwaneumsa (관음사 탐방로) (8.7 km percorribili in 4 ore)
- Donnaeko (돈내코 탐방로) (7 km percorribili in 3,5 ore)
- Eoseungsaengak (어승생악 탐방로) (1.3 km percorribili in 30 minuti)

A differenza di altri parchi nazionali coreani, nel Parco Nazionale di Hallasan non ci si può accampare: si deve quindi scendere lo stesso giorno in cui ci si arrampica.
L'accesso a questi sentieri è talvolta limitato a seconda della stagione. Il Parco Nazionale di Hallasan gestisce un sistema di prenotazione per tutti i visitatori nazionali e stranieri, compresi i residenti, al fine di proteggere la natura del monte Hallasan, patrimonio naturale mondiale, e per garantire la sicurezza dei visitatori.

### Gwaneumsa 관음사
Gwaneumsa è un punto focale per la cultura del parco nazionale. Fu costruito durante la dinastia Koryeo e completato nel 1083; è il più antico tempio buddista dell'isola. Fu ricostruito dopo essere stato distrutto nel 1702 rivitalizzando il buddismo e il turismo nella zona rendendola una delle destinazioni più popolari.

### Festival
Annualmente, alla fine di Gennaio, nell'area di Eorimok e Cheonbaekgoji si tiene il Festival dei fiori di neve (눈꽃 축제) di Hallasan, dove si può ammirare lo scenario innevato composto da calabrose (상고대) e fiori di neve. Nel mese di Maggio, nelle zone di Witseoreum e Yeongsil, si tiene il Festival dell’azalea reale di Hallasan (한라산 철쭉제, che si celebra ogni anno nel periodo compreso tra la fine di Maggio e inizio Giugno). Questo festival è considerato il più antico festival di azalea in Corea. Le azalee si possono ammirare in piena fioritura in primavera come le giungle in estate, le foreste di aceri in autunno e nevai in inverno.

### Musei
Il Museo della Montagna del Parco Nazionale di Hallasan si trova a Odeung-dong, nella città di Jeju. Il Museo mostra ai visitatori del parco la storia e in particolare la storia delle varie arrampicate degli alpinisti sia nazionali che stranieri. Il museo svolge anche la funzione di raccogliere, preservare ed esporre vari materiali. Al Museo della Montagna si trovano una guida, un sito patrimonio naturale mondiale, un'esperienza indiretta di scalata della montagna di Hallasan e una sala commemorativa in onore degli alpinisti di Jeju.

### Letteratura
I panorami e fauna del parco sono stati oggetto di varie opere letterarie coreane. Tra i poeti sudcoreani Jeong Ji-yong (정지용, 1902-1950), considerato un pioniere di una nuova era della poesia coreana moderna negli anni ’30, dopo aver scalato il monte ed essere giunto al lago crateriale Baekrokdam, scrisse seguendo le note dell’impressionismo una serie di poesie dedicate al lago. Pubblicò la raccolta di poesie intitolata ‘Baekrokdam’ nel 1941.

### Leggende
Esiste un detto locale coreano tradizionale che recita: "L'isola di Jeju è Hallasan, e Hallasan è Jeju”.
Essendo la montagna più alta della Corea del Sud, è da sempre venerata dalle persone che pensano che gli dei e gli spiriti vivano su di essa. Il nome del monte è Halla (한라) e dall’etimologia vediamo che Han (한) rappresenta l'universo e La (라) significa "tirare". Entrambe le parole significano che la montagna è abbastanza alta da trascinare l'universo. Secondo l'antica leggenda, vedere la stella Canopo (노인성, Noinseong) significava avere una vita più lunga e pace. Vedere la stella tre volte portava, secondo la leggenda, a vivere almeno fino ai 100 anni.

### Il mito di Seolmundae Halmang (설문대할망)
Seolmundae Halmang (설문대할망) è una storia sull’alta, gigantesca e potente divinità femminile dell'isola di Jeju che si dice abbia creato l'isola di Jeju. In varie parti dell'isola la storia di Seolmundae Halmang è stata adattata spiegando la topografia locale. Seolmundae Halmang è il nome più comune, sebbene nell'antica letteratura è registrato anche con i titoli Samandugo (사만두고, 沙曼頭姑) e Seonmago (선마고, 詵麻姑). Pertanto, il mito di "Seolmundae Halmang" è un mito della creazione legato alle figure dei giganti.

## Jirisan 지리산국립공원
Il più grande Parco Nazionale del paese è quello di Jirisan (지리산국립공원) a sud-ovest della penisola coreana; è stato il primo parco nazionale (su un totale di 22) ad essere designato, il 29 Dicembre 1967. Il Parco Nazionale di Jirisan è un parco di natura montana di 471.758 km² che copre varie aree delle provincie di Jeollanam-do, Jaollabuk-do e Gyeongsangnam-do, e rendendolo il più grande tra i 22 parchi nazionali coreani.

### Etimologia
Il nome originale era scritto diversamente: Jiisan (지이산, 智異山). In hanja il carattere 異 era letto “i” ma in coreano odierno viene scritto “Li (리)”. Ad oggi il nome è scritto diversamente: Jirisan (지리산, 智異山) il che significa "la montagna delle persone strane e sagge”. Il termine 이인 (iin, 異人) si riferisce a persone strane. Tuttavia esistono altre teorie sull’origine del nome. Forse a causa del significato del nome speigato prima nome molti eremiti, al fine di cercare la verità, si dedicarono a Jirisan. Si dice anche che sia più difficile stimare il numero di eremiti nascosti nelle valli di Jirisan rispetto a quelli di altre zone.
Inoltre, sin dai tempi antichi e insieme ai monti di Geumgangsan e Hallasan, Jirisan è stata conosciuta come una delle tre montagne leggendarie (삼신산, 三神山) della Corea, dove si supponeva vivesse Dio.

### Geologia
Il Parco Nazionale di Jirisan e i suoi dintorni sono divisi in rocce metamorfiche del periodo precambriano,
rocce ignee del periodo Giurassico e del Quaternario. Il granito basale è diffuso al centro del monte Jirisan mentre in tutta la periferia troviamo lo gneiss granitico. La circonferenza di Jirisan è di oltre 320 km; numerose sono le cime sparse ma racchiuse dal parco, ed esse formano una composizione simile ad un paravento (con 20 creste che superano i 1.500 metri) concentrate attorno alle cime di Cheonwangbong (천왕봉, 1.915 m), Banyabong (반야봉, 1.732 m) e Nogodan (노고단, 1.507 m). Le valli sono molto profonde, per cui la maggior parte di esse è lunga più di 10 km e il pendio è dolce fino a un'altitudine compresa tra 700 e 800 m sul livello del mare dopodiché si formano pendii ripidi in altitudini superiori.
Il sistema acquatico del parco è divisibile in due: abbiamo vari fiumi che scorrono a Nord del monte Jirisan mentre il fiume Seomjingang (섬진강) scorre a Sud, fornendo acqua vitale alla zona. Un detto locale recita: “Le montagne dividono le persone, i fiumi riuniscono le persone (산은 사람을 가르고, 강은 사람을 모은다)“.

### Flora, fauna e clima
Sono 4.989 le specie tra flora e fauna che abitano su questi territori. Jirisan è uno scrigno di tesori della natura da questo punto di vista. La montagna di Jirisan è popolata da vari tipi di vegetazione, da foreste temperate calde e centrali temperate alle foreste fredde.
Tesori naturali come il ciliegio Higan vecchio tre secoli al tempio di Hwaeomsa (화엄사, 華嚴寺, designato monumento naturale nel 1962) e il Waun Cheonneonsong (와운 천년송, Pino millenario) si trovano in questa zona, che è anche luogo originario di lepri, caprioli, alci, gatti selvatici e altri mammiferi che vivono sulle sue colline. Ci sono 870 specie di vari animali che vivono sul monte Jirisan, inclusi 40 mammiferi e 90 specie di uccelli.
Le specie di punta del Parco Nazionale sono l'orso nero asiatico (반달가슴곰) ed il nocciolo invernale coreano (Corylopsis coreana, 히어리). L'orso nero asiatico è designato come fauna selvatica in via di estinzione di classe I. Fu designato come monumento naturale nel 1982 mentre altri monumenti del parco sono il mosco siberiano (사향노루), lo scoiattolo volante siberiano (하늘다람쥐) e la lontra europea (수달). Il nocciolo d'inverno coreano è una pianta endemica della Corea e si osserva nelle pianure delle valli di Gurye Cheoneun, Sancheong Daewonsa, Hadong Daeseong e Namwon Bamsagol.

### Festival
Nella località di Seseokpyeongjeon (세석평전), dalla metà del mese di aprile a metà maggio, viene celebrato il festival dell’azalea reale (Rhododendron schlippenbachii, 철쭉). Intorno al 20 Aprile si tiene il festival della sorgente minerale di Jirisan con la linfa ricevuta dall'albero di betulla, albero diffuso nel parco.

## Juwangsan 주왕산국립공원
Il Parco Nazionale di Juwangsan (주왕산국립공원, 周王山國立公園) è un parco montano della provincia di Gyeongsangbuk-do. Designato il 30 Marzo 1976, il parco occupa un’area di 107.273㎢, parte della catena montuosa del Taebaek. Il parco è diviso in tre distretti ovvero quelli di Weolwe, Sangeui e Jeolgol, che in primavera rafforzano i controlli sui visitatori in quanto il rischio di incendi forestali aumenta considerevolmente nella stagione primaverile.
Nel Gennaio 2017 la zona che include la catena montuosa è stata categorizzata come Geoparco mondiale.

### Etimologia
Ci sono diverse teorie sull'origine del nome del parco. In primo luogo, c'è una teoria che ha avuto origine dal fatto che il re Zhou della dinastia cinese Jin si rifugiò in questo posto. L'altra teoria è invece che durante la dinastia Silla (신라), il re Juwon (주원왕, 周元王) abbandonò la sua posizione di re per andare a Juwangsan. Juwangsan era anche chiamato Seokbyeongsan (석병산, 石屛山) nel periodo Silla a causa delle sue pareti rocciose che lo circondavano come un paravento. Un'ulteriore teoria è che nella tarda dinastia Tongilsilla (통일신라, regno di Silla unificato), il ribelle Judo che si faceva chiamare Juwang (re di Zhou) tentò un colpo di Stato contro la dinastia cinese Tang e fuggì su questa montagna. Oggigiorno, per questi motivi, la montagna si chiama Juwangsan (la montagna del re Ju).

### Geologia
Il Parco Nazionale di Juwangsan e l'area circostante sono composti da tufo del Cretaceo. Juwangsan è considerato una delle tre montagne rocciose più alte della Corea grazie al suo scenario mozzafiato dagli splendidi nunatak e dalle valli.
Juwangsan (720m), Taehaengsan (933m), Daedunsan (905m), Myeongdongjae (875m) e Wanggeoam (907m) sono collegati a formare l’immagine di un ferro da cavallo, creando al contempo uno splendido scenario montuoso. Questa circostanza la rende una fortezza naturale.

### Flora
Per quanto riguarda la flora, ci sono 88 specie vegetali tra cui specie in via di estinzione.
Alberi di Quercus mongolica e pini formano una colonia e gli alberi di Berchemia berchemiaefolia, i fiori di Iris odaesanensis e quelli di Sedum rotundifolium (note come piante selvatiche in via di estinzione) qui crescono naturalmente. I fiori di Sudallae (수달래), il Bosso, il Fungo Matsutake e Opuntia humifus sono le quattro principali specie vegetali della montagna.

### Fauna
Per quanto riguarda gli animali invece, 924 sono le specie animali che popolano l'area del parco. La specie animale bandiera del parco è la civetta sparviero bruna (솔부엉이), designato nel 1982 monumento naturale.

### Cultura
Le proprietà culturali rappresentative includono il tempio di Daejeonsa fondato circa 1.300 anni fa nel 12º anno del re Munmu di Silla (anno 672), e l'eremo di Baekryeonam, nome ispirato alla principessa Baekryeon, figlia del re Ju.
Intorno al Parco Nazionale esiste inoltre un lago artificiale creato durante la dinastia Joseon. La vicina sorgente minerale di Dalgi (달기약수터) è nota per essere benefica per malattie gastrointestinali e ginecologiche sin dai tempi antichi, ed esistono diversi bagni minerali popolari.

### Festival
Ogni anno, tra la fine di aprile e l'inizio di maggio, nell'area del parco nazionale si tiene il Juwangsan Sudallae Festival, iniziato nel 1987 e tenuto ogni anno considerando il periodo di fioritura delle Sudallae. Sebbene questo fiore abbia un aspetto simile alle azalee, presenta macchie rosso scuro sui petali che lo contraddistinguono.

## Hallyeohaesang 한려해상국립공원
Il Parco Nazionale di Hallyeohaesang (한려해상국립공원, 閑麗海上國立公園) è un parco marino e costiero posizionato nelle provincie di Jeollanam-do e Gyeongsangnam-do. Fu disegnato il 31 dicembre 1968 e fu il quarto Parco Nazionale della Corea del Sud, ma il primo del suo genere ovvero fu il primo parco marino. Hallyeohaesang è un ecosistema marino unico nel suo genere; questo parco si estende seguendo i 120 km di costa dalla località di Geoje (Gyeongsangnam-do) fino a Yeosu (Jeollanam-do).

### Geologia
Il parco e i suoi dintorni sono composti da rocce andesitiche risalenti al periodo che va dal Giurassico fino al Cretaceo. Nel tardo Cretaceo iniziano a comparire le rocce intrusive, anch’esse parte della composizione terrena locale.
L'area è un ottimo centro di apprendimento geologico dove è possibile osservare parte dell'attività vulcanica della penisola ma anche alle caratteristiche degli habitat dei dinosauri. Nell'isola di Adu a Sacheon sono stati trovati molti fossili di dinosauro.

### Ambiente, flora e fauna
Il Parco Nazionale di Hallyeohaesang conta un totale di 1.142 specie vegetali tra cui specie di grande importanza quali come il pino rosso, pino nero, Camelia japonica, Quercus serrata, quercia da sughero e altre specie rare come la Sedirea japonica, Cymbidium nipponicum e Corylopsis glabrescens. Il clima è mite e piante della fascia temperata calda come la Camelia japonica, Torreya nucifera, Gardenia jasminoides, Yuzu e la Neofinetia, qui crescono naturalmente.
Le principali specie animali sono la lontra, il gatto dalle orecchie piccole e il tasso. Complessivamente ci sono 25 specie di mammiferi, 115 specie di uccelli, 16 specie di rettili, 1.566 specie di insetti e 24 specie di pesci d'acqua dolce.
La superficie totale del parco è di 510,30 ㎢ (165,60 ㎢ di terra e 344,70 ㎢ sul mare).
La zona marina è composta da più di 360 isole aventi splendidi scenari marini come in particolare i siti storici di Yi Sun-sin (이순신, 李舜臣).

### Distretti
Essendoci più di 360 isole nel parco, l’area marina vede concentrarsi un elevato numero di pesci che rendono le acque del parco un'importante zona di pesca. I terreni agricoli sono molteplici anch’essi, per cui la zona del parco viene divisa in sei distretti a causa dei vantaggi che questo controllo ha nella protezione e nella gestione dei tali. Abbiamo i distretti di Geoje-Haegeumgang (거제 해금강), Tongyeong-Hansan (통영 한산), Sacheon (사천), Namhaedaegyo (남해대교), Sangju Geumsan (상주금산) e infine il distretto di Yeosu-Odongdo (여수-오동도).

## Parco Nazionale Naejangsan (내장산국립공원)
Il Parco Nazionale di Naejangsan (내장산국립공원, 內藏山國立公園) è un parco nazionale coreano montano situato nelle provincia di Jeollanam-do e Jeollabuk-do, dove si estende per 81,715 km². Fu designato parco nazionale il 17 novembre del 1971 e fu l’ottavo degli attuali 22 parchi nazionali sudcoreani.
Naejangsan è una delle cinque montagne rappresentative dell'Honam, nonché uno degli otto luoghi più belli della Corea. Situato a Honamjeongmaek e collegato con Baekdudaegan (spina dorsale montana della Corea), il Parco Nazionale di Naejangsan è costituito dai distretti di Naejangsan, Baegamsan e Ibamsan. Con Sinseonbong, la sua vetta più alta (763 m), Naejangsan non è relativamente alto; i picchi raggiungono una media di circa 700 metri. Ogni vetta ha una sua particolare formazione rocciosa che conferisce a questa montagna il soprannome di "Geumgang di Honam”.
Nel Shinjeungdunggukyeojiseungram (신증동국여지승람,新增東國輿地勝覽) è registrato il fatto che il monte Naejangsan sia una delle otto viste panoramiche più belle e apprezzate della dinastia Joseon, e da allora per l’appunto, ha preso il soprannome di HonamGeumgang (호남금강). Il monte Naejangsan mostra aspetti vari e belli in ogni stagione; la bellezza delle foglie autunnali e il panorama innevato invernale sono particolarmente suggestive, tanto quanto i panorami del monte Seorak per cui molti turisti vengono attratti qui.
Le superstrade o i treni possono essere utilizzati da Seoul e Daejeon fino a Jeongeup, quindi il trasporto è molto conveniente e la Namhae Expressway può essere utilizzata da Busan, Gwangju e Daegu.
Inoltre, KTX si ferma alla stazione di Jeongeup, rendendo comodo e veloce l’arrivo al monte Naejangsan. Il monte Naejangsan e il tempio Baekyangsa hanno strutture come hotel turistici, che rendono comodo il viaggio, e ci sono prelibatezze come il deobap ai funghi shiitake.

### Etimologia
Naejangsan era originariamente chiamato Yeongeunsan (영은산) dal suo tempio principale, quello di Yeongeunsa (영은사, 本寺 靈隱寺) ma in seguito il nome fu cambiato in Naejangsan. Nae (내) significa ‘dentro’ mentre Jang (장) ha significato di ‘nascosto’. Il nome è dovuto alle diverse meraviglie nascoste all'interno della montagna.

### Geologia
Il Parco Nazionale di Naejangsan è costituito da riolite e rocce andesitiche formate dall'attività vulcanica nel periodo Cretaceo. Sono presenti e sporadiche anche alcune rocce granitiche giurassiche. Le attrazioni geologiche in cui è possibile osservare le caratteristiche geologiche del Parco nazionale di Naejangsan includono la grotta di Yonggul e le rocce di Byeollyeonam, Yaksaam e Unmunam.

### Ambiente
Il Parco Nazionale di Naejangsan ha una ricca flora autoctona come in particolare querce e gli alberi di acero e di Cornus controversa. Inoltre il parco funge anche da limite settentrionale per la crescita autogena delle piante meridionali sudcoreani quali l’albero di noce moscata e lo Sloumi. Sono state riportate un totale di 919 specie vegetali, e per quanto riguarda le specie animali ce sono un totale di 1.880 specie di cui 12 in via di estinzione, come il gatto dalle orecchie piccole e la martora dalla gola gialla. Nel 2004 sono state identificate 576 categorie di piante vascolari, 17 specie di mammiferi, 69 specie di uccelli, 13 specie di anfibi, 12 specie di rettili e 969 specie di insetti. Abbiamo due principali specie bandiera del parco.
Il fiore, nonché pianta endemica coreana, di Lycoris chinensis var. sinuolata (진노랑상사화 chiamato
anche ‘giglio della resurrezione’ o ‘giglio sorpresa’) cresce e si sviluppa nel suo habitat naturale che si compone delle regioni lungo i ruscelli dei monti Naejang, Seonun e Bulgapan in basse altitudini. Viene anche chiamato “fiore dell’analogia (in coreano 상사화, Sangsa-hwa)” perché le foglie e i fiori della pianta
non possono mai essere visti contemporaneamente. Le sue foglie nascono e crescono a partire dalla fine di Febbraio fino a Maggio mentre i fiori sbocciano da fine Luglio fino al periodo di inizio agosto. I fiori sono di un giallo scuro incantevole. È un fiore perenne, una specie vegetale rara che si sviluppa solo in un numero limitato di regioni.
La Chrysochroa fulgidissima (비단벌레) si può trovare nelle fitte foreste coreane. I coleotteri gioiello adulti possono essere visti da Luglio a Settembre. Le larve si possono trovare all'interno di un'ortica
marcia o di un albero di Zelkova serrata. Secondo una ricerca sullo scarabeo gioiello giapponese, gli scarabei gioiello non possono sopravvivere a temperature sotto lo zero ma solo nelle calde regioni meridionali della Corea. Questi coleotteri sono molto rari e vivono solo in un numero molto limitato di
regioni.
Come recita un detto coreano (춘백양추내장, 春百羊秋內藏), ci sono circa 10 specie di aceri sul monte Naejangsan, e sono alquanto affascinanti poiché caratteristicamente scoloriti durante il mese autunnale. Si dice che Paekyangsa, nel monte Paekamsan, si preferisce per ammirare i fiori primaverili mentre le foglie autunnali degli aceri sono più mirevoli a Naejangsa. Cascate e sorgenti sono diffuse nel parco e rendono le viste ancora più pittoreschi.

## Parco Nazionale Odaesan (오대산국립공원)
Il Parco Nazionale di Odaesan (오대산국립공원, 五臺山國立公園) è un parco nazionale coreano montano situato nella provincia di Gangwon-do, dove si estende per 303.929 km². Fu l’undicesimo parco e fu designato nel Febbraio dell’anno 1975. Odaesan, insieme al monte Seoraksan, è un'alta catena montuosa appartenente alla catena montuosa di Taebaek, nel nord-est della Corea del Sud.
Il monte Odaesan è ampiamente noto per i suoi splendidi panorami naturali e per l'ecosistema ben conservato, ed ovunque ci si trova si possono trovare templi storici nelle vicinanze come anche altre proprietà culturali ed eremi. La fortezza di Amisanseong (아미산성, 娥媚山城), vicino alle cascate di Guryong, fu un campo di battaglia in cui Koguryeo e Silla hanno combattuto e il tempio di Geumgangsa (금강사, 金剛寺) a Yeonhwadam è un tempio con sole donne monaci. Inoltre, l'area intorno al tempio Geumgangsa è conosciuta come l'habitat del Callipogon relictus (장수하늘소), un coleottero e monumento naturale. Il tempio Woljeongsa e il tempio Sangwonsa sono famosi come templi nel Parco nazionale di Odaesan.
Sul terreno del tempio di Woljeongsa, ci sono proprietà culturali molte importanti quali i tesori nazionali che sono la Pagoda di pietra a nove piani di Palgak (designato nel 1962) e il Bodhisattva seduto di pietra (designato nel 1963).

### Etimologia
Ci sono molte storie su come Odaesan abbia preso il nome ed il primo è che "Odaesan (le Grandi Cinque)" prenda il nome dalle sue cinque vette: Birobong, Dongdaesan, Durobong, Sangwangbong e Horyeongbong che formano nel loro insieme una forma simile al fuore di loto. La seconda è che prese il nome dai suoi cinque templi: Gwaneumam (est), Sujeongam (ovest), Jijangam (sud), Mireukam (nord) e Sajaam (centro). Esiste un’ultima storia che dice che il nome sia preso dalla montagna di Cheongryangsan in Cina, soprannominata Odaesan. In effetti Jajangyulsa, monaco della dinastia Silla, studiò in Cina e al suo ritorno arrivò a questa montagna che chiamò Odaesan, perché grande era la somigliava al luogo e monte dove aveva studiato in Cina.

### Geologia
Il parco è diviso da Baekdudaegan (catena montuosa conosciuta come la ‘spina dorsale’ della Corea) nei distretti di Woljeongsa e Sogeumgang. La vetta più alta è Birobong che si trova ad un’altitudine di 1.536 metri sul livello del mare, ma abbiamo punte altrettanto alte quali Dongdaesan (1.434 m), Durobong (1.422 m), Sangwangbong (1.491 m) e Horyeongbong (1.561 m) che formano insieme un gigantesco paravento. A est si erge solitaria Noinbong (1.338 m) con la magnifica valle di Sogeumgang che può essere visitata al di sotto.
La maggior parte delle vette dell'Odaesan sono piatte e i pendii sono dolci, caratteristiche
comuni delle montagne sterrate in Corea.
Quando in inverno si sale sulla cresta del monte Odaesan si può sentire il mistero della montagna invernale reso da sottili alberi morti e dalla neve. Il monte Odaesan non ha vallate ripide quindi non esiste grande rischio di valanghe anche quando nevica molto. Per questo motivo questo parco è visitato da molti escursionisti tutto l’anno.

### Flora e fauna
Ci sono un totale di 3.788 specie animali e vegetali che vivono nel Parco Nazionale di Odaesan. Odaesan ha 1.040 specie di piante che includono 30 specie autoctone coreane e per quanto riguarda gli animali ci sono 28 specie di mammiferi, 103 specie di uccelli, 13 specie di anfibi, 12 specie di rettili, 35 specie di pesci, 1.976 specie di insetti, 157 specie di aracnidi e 147 specie di macroinvertebrati bentonici.
Abbiamo due principali specie bandiera nonché monumenti naturali del parco: il fiore, nonché pianta endemica coreana, di Iris odaesanensis. Questo fiore è una specie in pericolo di estinzione, categorizzato in II classe. Lo si può trovare nelle alte foreste montane e prati di Gangwon-do, Gyeongsangbuk-do come anche altre regioni settentrionali della Corea del Sud. Le sue foglie hanno la forma di un coltello e ogni stelo ha due fiori bianchi con strisce gialle che sbocciano partendo dal mese di aprile fino a giugno. Il suo nome include la parola "odaesan" perché fu scoperto per la prima volta sul monte Odaesan.
Lo Strix uralensis (allocco degli Urali) è un rapace notturno che si nutre di piccoli insetti, ed è anch’esso in pericolo di estinzione e di seconda categoria. Questo rapace è raro, costruisce il proprio nido in antichi alberi delle alte foreste montane del parco, vicino ai ruscelli. Generalmente parlando, vive nelle regioni montane di Gangwon-do ma in particolare si può locare nei monti Gumisan e Tohamsan del Parco Nazionale di Gyeongju, durante tutte le stagioni. Il bisogno di aumentarne la popolazione e gli habitat in cui questa specie vive è alto.

## Parco Nazionale Seoraksan (설악산국립공원)
Il Parco Nazionale di Seoraksan (설악산국립공원, 雪嶽山國立公園) è un parco nazionale coreano montano situato nella provincia di Gangwon-do, dove si estende per 398.539 km². Fu il quinto parco e fu designato nell’anno 1970. Comprendendo il picco principale (Daecheongbong) Seoraksan ha un totale di 30 imponenti vette sparse nel suo territorio come Hwachaebong, Hangyeryeong e Madeungryeong. Il monte Seoraksan è la terza montagna più alta della Corea del Sud dopo il monte Hallasan (Jeju-do) e il monte Jirisan. Seoraksan è spesso diviso in Seorak interno e Seorak esterno.
Il parco fu scelto come area di conservazione naturale (5 novembre 1965) e fu inoltre anche riconosciuto a livello internazionale per le specie rare che vivono al suo interno. Fu designata come distretto di conservazione della biosfera dall’UNESCO nel 1982, e l’IUCN ha riconosciuto le sue ricche risorse naturali etichettandolo come parco nazionale di II categoria.
Comprendendo il picco principale (Daecheongbong) Seoraksan ha un totale di 30 imponenti vette sparse nel suo territorio come Hwachaebong, Hangyeryeong e Madeungryeong. Le strane scogliere rocciose e le cascate del monte Seoraksan sono una topografia formata da una serie di giunti che si verificano durante il processo di intrusione di granito e innalzamento del terreno, e dopo l'erosione differenziale verificata per lungo tempo attorno a quel giunto.

### Etimologia
La montagna fu chiamata Seorak (설악) perché la neve inizia ad accumularsi ad Agosto del calendario lunare e si scioglie solo col solstizio d'estate dell'anno successivo. Altri nomi con cui fu chiamata sono Seolsan (설 산), Seolhwasan (설화산) e Seolbongsan (설봉산).

### Flora e fauna
Oltre 2.000 specie animali vivono a Seoraksan, tra cui il Goral coreano, il mosco e altri, e ci sono più di 1.400 specie di piante rare, come la stella alpina. Molte sono le foreste e si possono trovare quelle composte da un solo tipo dominante, ma in generale le foreste e l’ambiente sono caratterizzati da forti piogge, fitti alberi e profonde vallate. Tra le specie bandiera del parco abbiamo il pino ed il goral.
Il Pinus pumila (pino nano siberiano) è una specie arbustiva che si trova ampiamente distribuito nel nord-est asiatico. Tuttavia, per quanto riguarda la Corea del Sud, lo si può trovare solo nel ParcoNazionale di Seoraksan. Il monte Seoraksan è infatti il suo limite meridionale.
Le foglie sono aghiformi, raggruppati in fasci da cinque; sono come quelle di un grande pino, ma corte. Questi alberi sono in numero limitato ed è molto probabile che scompaiano a causa
dell'influenza del riscaldamento globale. Il Parco Nazionale di Seoraksan ha designato il loro habitat come zona di protezione speciale al fine di proteggerli.
Il Nemorhaedus caudatus (goral coreano, goral dalla coda lunga o goral dell'Amur) vive nei monti Seoraksan, Odaesan, Woraksan e Taebaeksan in Corea, nelle province marittime della Siberia e nella regione della Manciuria. In generale lo si trova principalmente nelle zone montuose.
Il corpo è lungo circa 130 cm e sia i maschi che le femmine hanno le corna. Il collo è corto mentre le gambe sono corte e spesse. Formano gruppi da due a cinque e rimangono in aree rocciose o grotte a cui altri animali hanno difficoltà ad accedere. La loro alimentazione prevede muschio, fiori di azalea e azalea reale, ed erbe aromatiche. Si presume che oltre 700 goral vivano in Corea del Sud, di cui circa uno o due centinaia nella montagna di Seoraksan.

### Kwongeumseong, costruita in una notte (leggenda)
Due uomini, Kwon e Kim, che vivevano nello stesso villaggio, fuggirono durante la guerra con le loro famiglie verso le montagne. In cima alla montagna e guardando sotto di loro si resero conto che non c'erano mura o fortezze costruite per respingere gli attacchi degli invasori. Accettarono di costruire insieme una fortezza, ma non avevano molto tempo o materiali, quindi dovettero usare le rocce vicino al ruscello. Kwon scese al ruscello per raccogliere le pietre mentre Kim costruì il muro ammucchiando le pietre l'una sull'altra. Dopo qualche tempo invertirono i loro ruoli e continuarono a lavorare in questo modo fino al sorgere del sole, cha mostrato come avessero completato il muro della fortezza che fu chiamata Kwongeumseong in onore ai due uomini forti che costruirono la struttura.

### Attrazioni
Namseorak è ben noto per le sue cascate e sorgenti minerali oltre a numerose altre attrazioni. L’acqua minerale a cinque colori (오색약수) è stata designata come monumento naturale il 13 gennaio 2011. I templi rappresentativi del monte Seoraksan sono il tempio Baekdamsa a Naeseolak e il tempio Sinheungsa a Oesolak. Ci sono pagoda di pietra a tre piani nel tempio Hyangseongsa (tesoro nazionale, designato nel 1966), una triade in legno del Buddha Amitabha nel tempio di Sinheungsa (tesoro nazionale, designato nel 2012), e numerosi altri beni culturali.
Sono stati designati 15 percorsi turistici nel parco nazionale. Il sentiero Mangyeongdae (dalle cascate Yongso alla sorgente minerale a cinque colori) è stato riaperto nel 2016, 46 anni dopo la sua chiusura.

## Parco Nazionale Songnisan (속리산국립공원)
Il Parco Nazionale Songnisan (Hangeul: 속리산국립공원, Hanja: 俗離山國立公園) si trova al centro della catena dei Monti Sobaek, sul confine tra le province del Chungcheongbuk-do e del Gyeongsangbuk-do. L'area comprende le valli di Hwayang, Seonyu e Ssanggok e la montagna Songnisan alta 1.058 metri, che ha dato il nome al parco. L'attrazione più popolare del parco è uno dei templi più grandi della Corea, il tempio buddista Beopjusa, inizialmente costruito nel 653. Il Tempio Beopjusa possiede proprietà culturali come il Palsangjeon (Tesoro Nazionale n. 55) e la lampada in pietra Ssangsaja (Tesoro Nazionale n. 5). Inoltre risiede lì il più grande Buddha Maitreya in bronzo dorato della Corea.
Il Songnisan è stato designato parco nazionale del paese nel 1970, ed è stato chiamato “Secondo Geumgang” o “Sogeumgang” (Piccolo Geumgang) per la sua spettacolare bellezza. È il sesto più grande parco della Corea del Sud con un’area di 275 km². Il nome significa “Lontano dal Mondo Ordinario”, un’allusione alla sua posizione isolata al centro della Corea del Sud. Le vette principali Cheonwangbong, Birobong e Munjangdae sono collegate lungo le catene montuose Baekdudaegan (la spina dorsale della Corea) con picchi e creste di pietra ben sviluppati.

### Il Paesaggio
Il Songnisan è particolarmente scenografico. Nelle giornate umide le nuvole si stagliano nelle valli tra le montagne, creando un drammatico effetto a strati. In primavera, la zona è nota per le azalee rosa brillante che fioriscono sui pendii delle montagne. Le montagne hanno un aspetto scosceso, con molti interessanti affioramenti granitici e scogliere. Sembra una ripida montagna rocciosa, ma poiché è un parco nazionale, non è difficile arrampicarsi perché il sentiero è molto ben tenuto. Questa montagna viene paragonata ad una sala espositiva di varie strane rocce e pietre, e viene definita un paradiso di rocce.

### Florea e Fauna
Il Songnisan custodisce tesori nazionali come il Jeongipumsong, un albero di pino che, secondo la leggente, Re Sejo insignì del titolo di ministro, lontre, scoiattoli volanti e anatre mandarine.
In quest’area vivono molte specie di volatili protette o in via d’estinzione, come il gatto dalle orecchie piccole o la martora. Inoltre, una varietà di specie ittiche autoctone vive nei torrenti che sfociano in Geumgang, Nakdonggang e Hangang.

## Parco Nazionale Marino di Taean 태안해안국립공원
Il Parco Nazionale Marino di Taean (Hangul: 태안해안국립공원 Hanja: 泰安海岸國立公園) nella contea di Taean è stato designato parco nazionale nel 1978. L'area totale è di circa 840 km² con 749,32 km² come area marina. Il parco si estende dalla baia di Garorim a nord all'isola di Anmyeon a sud.
La maggiore caratteristica del parco sono le dune di sabbia, che si estendono ampiamente. Le spiagge sabbiose sono molto ben sviluppate sulle spiagge della penisola di Taean e dell'isola di Anmyeon e in inverno soffia un forte vento monsonico da nord-ovest, creando nuove dune sulla spiaggia.
Inoltre, le piane di marea sono ben sviluppate in tutta la regione a causa della grande differenza di marea, caratteristica della regione della costa occidentale, e vi sono varie piane di marea come sabbia, fango e substrato roccioso che forniscono vari e diversi habitat.
Contiene vari ecosistemi costieri come spiagge, dune di sabbia, formazioni rocciose e 72 isole lungo i 230 km di costa.
Ci sono circa 130 isole di fronte alla penisola di Taean, di cui 76 sono nei parchi nazionali, e quattro di loro sono isole abitate: Janggodo, Kodaedo, Oedo e Gauido.

### Flora e Fauna
Per quanto riguarda le risorse naturali, all'interno di questo parco nazionale sono distribuite 1.195 specie animali, 774 specie vegetali e 671 specie marine tra cui balenottere minori e focene senza pinne. Le specie in via di estinzione includono la lontra eurasiatica, la garzetta cinese, l'Eremias argus, la rana di Seoul, il Ranunculus kazusensis.

## Parco Nazionale Wolchulsan 월출산국립공원
Il Parco Nazionale Wolchulsan (Hangeul: 월출산국립공원 Hanja: 月出山國立公園) si trova nella provincia del Jeollanam-do in Corea del Sud. Designato parco nazionale nel 1988, è il più piccolo parco nazionale della Corea del sud, coprendo una superdicie di soli 56,6 km².
Il parco prende il nome dal Monte Wolchulsan nelle contee di Gangjin e Yeongam. La vetta più alta nel parco è il Cheong-hwang-bong, alto 809 m.

### Punti di interesse
- Il Tempio Dogapsa (Hangul: 도갑사), Tesoro Nazionale n. 50. Il tempio deve ancora essere restaurato dopo essere bruciato durante la Guerra di Corea.
- Il Buddha Seduto di Wolchulsan, Tesoro Nazionale n. 144, una statua alta 8,5 m. è stata scavata in epoca Silla da un blocco di granito.
- Il “Ponte Nuvola”, o Gurumdari (Hangul: 구름다리) è un ponte sospeso a 120 m di altezza e lungo 52 m.

### Il Tempio Dogapsa
Lo storico tempio buddista Dogapsa, situato sul monte Wolchulsan, è noto per essere stato fondato da un eminente monaco Silla, il precettore di stato Doseon, prospero durante il tardo periodo Goryeo (918-1392). Sul sito del tempio c'era stato un tempio chiamato Munsusa dove Doseon aveva trascorso la sua infanzia; il nuovo tempio, Dogapsa, fu costruito per sostituire quello più antico dopo che il monaco tornò a casa da Tang dove studiò il buddismo. Questi edifici furono poi ricostruiti, ma la maggior parte di essi andò distrutta durante la Guerra di Corea.
In piedi all'ingresso del tempio, l’Haetalmun, o Porta della Liberazione, è un'opera architettonica con tre campate sul davanti e sul retro e due campate sui lati. Sotto la grondaia anteriore c'è una targa con il nome che porta l'iscrizione “Tempio Dogapsa del monte Wolchulsan” e sotto la grondaia posteriore c'è l'altra targa con la scritta “Porta Haetalmun”. Raro esempio degli edifici tradizionali della porta del tempio sviluppati in Corea, l’Hatealmun viene spesso paragonata alla Porta Hoejeonmun (Tesoro Nazionale n. 164) del tempio di Cheongpyeongsa a Chuncheon.

### Il Tempio Muwisa e il Tempio Cheonhwangsa
Il tempio Muwisa si trova a Seongseong-myeon, Gangjin-gun, ed è famoso per Geuknakbojeon, Tesoro Nazionale n.13. Anche il dipinto murale di Amitabha Nyorai, un dipinto buddista all'interno di Geuknakbojeon, è designato come tesoro nazionale e gli altri murales sono tesori.
Il tempio di Cheonhwangsa si trova a Yeongam-eup, Yeongam-gun, e sebbene sia un tempio che esiste dal periodo di Silla unificato, è stato demolito e ricostruito ed è stato distrutto da un incendio nel 2001.

### Il Buddha Seduto di Wolchulsan
Fu scolpito verso il Mare dell'Ovest su una grande parete rocciosa situata a 600 m di altezza a Wolchulsan. C'è una teoria secondo cui il motivo per cui il popolo Silla scolpì questa statua del Buddha in quel momento era per pregare per la sicurezza delle navi in quanto Yeongam a Jeollanam-do era il punto di partenza per le rotte marittime verso sud come Cina, India e Sud-est asiatico durante i periodi Silla e Goryeo unificati.
È stato designato tesoro nazionale nel 1972.

## Parco Nazionale Woraksan (월악산국립공원)
Il Parco Nazionale Woraksan (월악산국립공원) è situato tra le province del Chungcheon Settentrionale e del Gyeongsang Settentrionale. È stato il diciassettesimo Parco Nazionale ad essere stato istituito, nel 1984. Il suo nome si deve alla montagna principale, in coreano appunto Woraksan (Monte Worak).
Ricopre un’area di 287.777 chilometri quadrati e la sua vetta più alta, Yeongbong, arriva a 1097 metri di altitudine. Il paesaggio roccioso è intervallato da vallate con cascate e laghi.

### Flora e fauna
La vegetazione è principalmente composta da foreste di pini e querce mongole (Quercus mongolica), ma il Parco ospita anche altre 1200 specie vegetali, nonché numerose specie animali. Tra queste, 16 sono specie in via di estinzione e pertanto particolarmente preziose. Sono inoltre state censite 17 specie di mammiferi, 67 di volatili, 1092 di insetti, 10 specie di anfibi, 14 specie di rettili e 27 specie di pesci d'acqua dolce. Importante è la presenza del goral dalla coda lunga (Naemorhedus caudatus), un mammifero della sottofamiglia dei caprini il cui stato di conservazione è valutato come vulnerabile: si stima che in Corea ne siano rimasti solo 700 esemplari e a Woraksan è in corso un progetto di recupero della specie.

### Attrazioni turistiche
- Valle Songgyegyegok (송계계곡): la valle si estende ai piedi del monte Woraksan. Attrae turisti soprattutto in estate, quando il suo paesaggio boscoso intervallato da laghi cristallini offre riparo dal calore delle città, e in autunno, quando i visitatori accorrono per ammirare il fogliame autunnale.
- Tempio Deokjusa (덕주사): si ritiene che sia stato fondato nel 597 d.C. dalla principessa Deokju, l’ultima del regno Silla. Pur non esistendo fonti certe a sostegno, secondo la leggenda la principessa soggiornò nel tempio insieme al principe Ma-ui e costruì il tempio, dandogli il proprio nome. Il tempio originario fu distrutto durante la guerra di Corea. L’attuale tempio si trova a 1,7 chilometri dal luogo originario ed è stato ricostruito negli anni ’70.
- Tempio Mireukdaewon (미륵대원지): risalente al periodo Silla unificato, è un tempio scavato nella roccia per ospitare la statua del Buddha. Secondo la leggenda, il principe Ma-ui lo avrebbe costruito nella stessa occasione in cui la sorella, la principessa Deokju, costruì il Tempio Deokjusa.

## Parco Nazionale Mudeungsan (무등산국립공원)
Il Parco Nazionale Mudeungsan (무등산국립공원) si trova nella città di Gwangju, nella provincia del Jeolla meridionale. Venne designato parco provinciale nel 1972, per poi essere nominato Parco Nazionale nel 2012, l’ultimo finora istituito nella Corea del Sud. Il Parco copre un’area di 75.425 metri quadrati e prende il nome dal Monte Mudeung, che raggiunge un’altitudine di 1187 metri.
Il Parco Nazionale presenta un ecosistema eccezionalmente ampio e variegato, ospitando anche numerose specie vulnerabili o in via di estinzione.
Grazie ai suoi paesaggi diversi e alla sua rigogliosa natura, il Parco Nazionale Mudeungsan è una meta amata dai turisti in ogni stagione dell’anno. È inoltre un'importante area culturale, con un ricco patrimonio storico e culturale composto in gran parte da reliquie buddiste e confuciane, templi e padiglioni, reliquie culturali popolari, tradizionali e moderne.

### Attrazioni turistiche
- Tempio Jeungsimsa (증심사): il tempio è uno dei più caratteristici siti presenti a Gwangju. Venne fondato dal monaco buddhista Cheolgamseonsa Do Yun nel 517, durante il regno Silla, e ristrutturato più volte durante l’epoca Goryeo e Joseon. Il tempio venne poi distrutto durante la guerra Imjin e ricostruito nel 1609; fu distrutto una seconda volta da un incendio durante la guerra di Corea. Le strutture esistenti oggi furono ricostruite negli anni ’70.

## Fonti
- https://namu.wiki/w/%EB%B6%81%ED%95%9C%EC%82%B0
- http://www.knps.or.kr/byeonsan
- https://namu.wiki/w/%EB%B3%80%EC%82%B0
- http://www.heritage.go.kr/heri/cul/culSelectDetail.do;jsessionid=fgt2u7FAEoA35aSXaEBwfwK0CN71a4uvsk0peONar3sQJY1VbTGxNg8hSw7rbJTt.cpawas2_servlet_engine1?pageNo=1_1_2_0&ccbaCpno=1123502910000
- https://namu.wiki/w/%EC%B9%98%EC%95%85%EC%82%B0
- http://www.hanion.co.kr/news/articleView.html?idxno=12159
- https://namu.wiki/w/%EB%8B%A4%EB%8F%84%ED%95%B4%ED%95%B4%EC%83%81%EA%B5%AD%EB%A6%BD%EA%B3%B5%EC%9B%90
- https://english.knps.or.kr/Knp/Gayasan/Intro/Introduction.aspx?MenuNum=1&Submenu=Npp Archiviato il 14 settembre 2022 in Internet Archive.
- https://english.visitkorea.or.kr/enu/ATR/SI_EN_3_1_1_1.jsp?cid=264225
- https://english.knps.or.kr/Knp/Gyeongju/Intro/Introduction.aspx?MenuNum=1&Submenu=Npp Archiviato il 14 settembre 2022 in Internet Archive.
- https://whc.unesco.org/en/list/976
- http://www.k-heritage.tv/brd/board/256/L/CATEGORY/614/menu/253?
- http://encykorea.aks.ac.kr/Contents/Item/E0061564
- https://folkency.nfm.go.kr/kr/topic/detail/5362
- www.jeju.go.kr/hallasan/index.htm
- https://www.visitjeju.net/kr/detail/view?contentsid=CONT_000000000500685
- https://www.treeinfo.net/
- https://national-parks.org/south-korea/hallasan
- https://www.travelmedals.com/challenges/peaks/mount-hallasan-summit-challenge-in-south-korea/
- http://www.jejuweekly.com/news/articleView.html?idxno=5680
- https://www.knps.or.kr/front/portal/visit/visitCourseSubMain.do?parkId=120300&parkNavGb=park&menuNo=7020103
- http://encykorea.aks.ac.kr/Contents/SearchNavi?keyword=%ED%95%9C%EB%A0%A4%ED%95%B4%EC%83%81%EA%B5%AD%EB%A6%BD%EA%B3%B5%EC%9B%90&ridx=0&tot=1691
- https://www.knps.or.kr/front/portal/visit/visitCourseSubMain.do?parkId=120100&parkNavGb=park&menuNo=7020100
- http://encykorea.aks.ac.kr/Contents/SearchNavi?keyword=%EC%A7%80%EB%A6%AC%EC%82%B0%EA%B7%9D%EB%A6%BD%EA%B3%B5%EC%9B%90&ridx=7&tot=4413
- https://english.knps.or.kr/Knp/Jirisan/Intro/Introduction.aspx?MenuNum=1&Submenu=Npp Archiviato il 14 settembre 2022 in Internet Archive.
- http://english.cha.go.kr/chaen/search/selectGeneralSearchDetail.do;jsessionid=x1stTcev7bw2WwZNZiewG6RA13aQ5f8BORblei8akaZOcbV7p3Am1eBFN0T5UASI.cha-was02_servlet_engine4?mn=EN 02 02&sCcebKdcd=16&ccebAsno=00380000&sCcebCtcd=36&pageIndex=320&region=&canAsset=&ccebPcd1=&searchWrd=&startNum=&endNum=&stCcebAsdt=&enCcebAsdt=&canceled=&ccebKdcd=&ccebCtcd=
- http://encykorea.aks.ac.kr/Contents/SearchNavi?keyword=%EC%A3%BC%EC%99%95%EC%82%B0%EA%B5%AD%EB%A6%BD%EA%B3%B5%EC%9B%90&ridx=0&tot=5474
- https://www.knps.or.kr/front/portal/visit/visitCourseSubMain.do?parkId=121000&parkNavGb=park&menuNo=7020099
- https://english.knps.or.kr/ Archiviato il 27 marzo 2019 in Internet Archive.
- http://encykorea.aks.ac.kr/